# Samdo-dong, Gwangju
Samdo-dong (koreanska: 삼도동) är en stadsdel i stadsdistriktet Gwangsan-gu i staden Gwangju i den sydvästra delen av Sydkorea,  270 km söder om huvudstaden Seoul.